# Além da Ribeira
Além da Ribeira é uma localidade portuguesa do Município de Tomar que foi sede da extinta Freguesia de Além da Ribeira, freguesia que tinha 12,43 km² de área e 764 habitantes (2011), e, por isso, uma densidade populacional de 61,5 hab/km².
A Freguesia de Além da Ribeira foi extinta (agregada) pela reorganização administrativa de 2012/2013, sendo o seu território integrado na Freguesia de Além da Ribeira e Pedreira.

## População
| População da freguesia de Valhascos | População da freguesia de Valhascos | População da freguesia de Valhascos | População da freguesia de Valhascos | População da freguesia de Valhascos | População da freguesia de Valhascos | População da freguesia de Valhascos | População da freguesia de Valhascos | População da freguesia de Valhascos | População da freguesia de Valhascos | População da freguesia de Valhascos | População da freguesia de Valhascos | População da freguesia de Valhascos | População da freguesia de Valhascos | População da freguesia de Valhascos |
| ----------------------------------- | ----------------------------------- | ----------------------------------- | ----------------------------------- | ----------------------------------- | ----------------------------------- | ----------------------------------- | ----------------------------------- | ----------------------------------- | ----------------------------------- | ----------------------------------- | ----------------------------------- | ----------------------------------- | ----------------------------------- | ----------------------------------- |
| 1864                                | 1878                                | 1890                                | 1900                                | 1911                                | 1920                                | 1930                                | 1940                                | 1950                                | 1960                                | 1970                                | 1981                                | 1991                                | 2001                                | 2011                                |
|                                     |                                     |                                     |                                     |                                     |                                     |                                     |                                     |                                     |                                     |                                     |                                     | 876                                 | 885                                 | 764                                 |

Freguesia criada pela Lei n.º 103/85,  de 4 de Outubro, com lugares desanexados da freguesia de Casais
| Distribuição da População por Grupos Etários | Distribuição da População por Grupos Etários | Distribuição da População por Grupos Etários | Distribuição da População por Grupos Etários | Distribuição da População por Grupos Etários | Distribuição da População por Grupos Etários | Distribuição da População por Grupos Etários | Distribuição da População por Grupos Etários | Distribuição da População por Grupos Etários | Distribuição da População por Grupos Etários |
| -------------------------------------------- | -------------------------------------------- | -------------------------------------------- | -------------------------------------------- | -------------------------------------------- | -------------------------------------------- | -------------------------------------------- | -------------------------------------------- | -------------------------------------------- | -------------------------------------------- |
| Ano                                          | 0-14 Anos                                    | 15-24 Anos                                   | 25-64 Anos                                   | > 65 Anos                                    |                                              | 0-14 Anos                                    | 15-24 Anos                                   | 25-64 Anos                                   | > 65 Anos                                    |
| 2001                                         | 105                                          | 123                                          | 408                                          | 249                                          |                                              | 11,9%                                        | 13,9%                                        | 46,1%                                        | 28,1%                                        |
| 2011                                         | 75                                           | 78                                           | 378                                          | 233                                          |                                              | 9,8%                                         | 10,2%                                        | 49,5%                                        | 30,5%                                        |

Média do País no censo de 2001:  0/14 Anos-16,0%; 15/24 Anos-14,3%; 25/64 Anos-53,4%; 65 e mais Anos-16,4%
Média do País no censo de 2011:   0/14 Anos-14,9%; 15/24 Anos-10,9%; 25/64 Anos-55,2%; 65 e mais Anos-19,0%